# Liste des sites retenus pour le loto du patrimoine en 2024
| Usine la Grande Vapeur Château Pertusier Sémaphore du Pouldu Manoir de Poulaines Église Saint-Augustin · de Montemaggiore Château Mermoz Cathédrale de Noyon Stade Marville Haras de Saint-Lô Château de l'Herm Halle de Revel Piscine de · Saint-Mars-la-Jaille Aqueduc et moulins de Barbegal \| N E G L V \| |
| N E G L V |

| N E G L V |

Cet article recense les sites retenus pour le loto du patrimoine en 2024.

## Projets emblématiques
Le 20 mars 2024, la mission Stéphane Bern annonce les 18 projets qualifiés d'« emblématiques » figurant sur les billets de loto mis en vente. Cette 7e édition met à l'honneur des sites sportifs, à l'occasion de jeux olympiques de Paris, et intègre pour la première fois un monument situé en Nouvelle-Calédonie.
| Nom                                                 | Commune                            | Département        | Région                     | Protection                                                            | Coordonnées                   | Image |
| --------------------------------------------------- | ---------------------------------- | ------------------ | -------------------------- | --------------------------------------------------------------------- | ----------------------------- | ----- |
| Usine électrique la Grande Vapeur                   | Oyonnax                            | Ain                | Auvergne-Rhône-Alpes       | Classée MH (1988) · Inscrite MH (1988) · Patrimoine XXe siècle (2003) | 46° 15′ 39″ N, 5° 39′ 29″ E   |       |
| Château Pertusier                                   | Morteau                            | Doubs              | Bourgogne-Franche-Comté    | Classé MH (1993)                                                      | 47° 03′ 15″ N, 6° 36′ 03″ E   |       |
| Sémaphore du Pouldu                                 | Guidel                             | Morbihan           | Bretagne                   |                                                                       | 47° 45′ 33″ N, 3° 31′ 04″ O   |       |
| Communs du manoir de Poulaines (d)                  | Poulaines                          | Indre              | Centre-Val de Loire        |                                                                       | 47° 09′ 14″ N, 1° 40′ 00″ E   |       |
| Église Saint-Augustin de Montemaggiore              | Montegrosso                        | Haute-Corse        | Corse                      | Inscrite MH (1987)                                                    | 42° 32′ 09″ N, 8° 52′ 25″ E   |       |
| Château Mermoz                                      | Rocquigny                          | Ardennes           | Grand Est                  |                                                                       | 49° 41′ 27″ N, 4° 14′ 58″ E   |       |
| Église Notre-Dame-de-l'Assomption de Trois-Rivières | Trois-Rivières                     | Guadeloupe         | Guadeloupe                 |                                                                       | 15° 58′ 32″ N, 61° 38′ 41″ O  |       |
| Maison Emmanuel (d)                                 | Cayenne                            | Guyane             | Guyane                     |                                                                       | 4° 56′ 33″ N, 52° 19′ 29″ O   |       |
| Cloître de la cathédrale Notre-Dame de Noyon        | Noyon                              | Oise               | Hauts-de-France            | Classé MH (1862)                                                      | 49° 34′ 56″ N, 3° 00′ 03″ E   |       |
| Tribune d'honneur du stade Marville                 | La Courneuve                       | Seine-Saint-Denis  | Île-de-France              |                                                                       | 48° 56′ 14″ N, 2° 22′ 57″ E   |       |
| Immeuble 8 rue Garnier-Pagès (d)                    | Fort-de-France                     | Martinique         | Martinique                 |                                                                       | 14° 36′ 15″ N, 61° 04′ 17″ O  |       |
| Écuries 3 et 4 du haras national de Saint-Lô        | Saint-Lô                           | Manche             | Normandie                  | Inscrit MH (1993)                                                     | 49° 07′ 00″ N, 1° 04′ 37″ O   |       |
| Château de l'Herm                                   | Rouffignac-Saint-Cernin-de-Reilhac | Dordogne           | Nouvelle-Aquitaine         | Classé MH (2022) · Inscrit MH (1927, 2021)                            | 45° 04′ 41″ N, 0° 57′ 32″ E   |       |
| Maison du commandant (d) du pénitencier de La Foa   | La Foa                             | Nouvelle-Calédonie | Nouvelle-Calédonie         |                                                                       | 21° 42′ 37″ S, 165° 49′ 57″ E |       |
| Halle de Revel                                      | Revel                              | Haute-Garonne      | Occitanie                  | Classée MH (2006)                                                     | 43° 27′ 31″ N, 2° 00′ 17″ E   |       |
| Piscine de Saint-Mars-la-Jaille                     | Vallons-de-l'Erdre                 | Loire-Atlantique   | Pays de la Loire           | Inscrite MH (2016) · Patrimoine XXe siècle (2016)                     | 47° 31′ 20″ N, 1° 11′ 06″ O   |       |
| Aqueduc et moulins de Barbegal                      | Arles Fontvieille                  | Bouches-du-Rhône   | Provence-Alpes-Côte d'Azur | Classé MH (1886) · Inscrit MH (1937)                                  | 43° 42′ 09″ N, 4° 43′ 17″ E   |       |
| Musée de Villèle                                    | Saint-Paul                         | La Réunion         | La Réunion                 | Classé MH (2019) · Inscrit MH (1977)                                  | 21° 03′ 22″ S, 55° 15′ 49″ E  |       |

## Projets de maillage
La liste des cent projets de maillage, 96 pour les départements de métropole et 4 pour les collectivités d'outre-mer, est annoncée le 4 septembre 2023, depuis le relais de poste Saint-Jacques à Dangeau.

### Auvergne-Rhône-Alpes
| Nom                                 | Commune                  | Département  | Protection             | Coordonnées                 | Image |
| ----------------------------------- | ------------------------ | ------------ | ---------------------- | --------------------------- | ----- |
| Couvent des Ursulines               | Thoissey                 | Ain          | Inscrit MH             | 46° 10′ 19″ N, 4° 48′ 02″ E |       |
| Parc du château des Millets         | Saint-Didier-en-Donjon   | Allier       | Inscrit MH             | 46° 23′ 43″ N, 3° 53′ 26″ E |       |
| Château de Boulogne                 | Saint-Michel-de-Boulogne | Ardèche      | Classé MH              | 44° 41′ 24″ N, 4° 26′ 23″ E |       |
| Château de Saint-Cirgues-de-Malbert | Saint-Cirgues-de-Malbert | Cantal       |                        | 45° 05′ 57″ N, 2° 23′ 39″ E |       |
| Moulin à farine et à huile          | Barret-de-Lioure         | Drôme        |                        | 44° 11′ 16″ N, 5° 28′ 31″ E |       |
| Maison de Vinols                    | Craponne-sur-Arzon       | Haute-Loire  |                        | 45° 19′ 49″ N, 3° 50′ 56″ E |       |
| Château de la Frasse                | Sallanches               | Haute-Savoie |                        | 45° 56′ 17″ N, 6° 37′ 31″ E |       |
| Château du Passage                  | Le Passage               | Isère        | Classé MH · Inscrit MH | 45° 31′ 44″ N, 5° 30′ 48″ E |       |
| Château de Saint-Bonnet-les-Oules   | Saint-Bonnet-les-Oules   | Loire        | Inscrit MH             | 45° 32′ 37″ N, 4° 19′ 37″ E |       |
| Église Saint-Loup                   | Boudes                   | Puy-de-Dôme  | Classé MH              | 45° 27′ 31″ N, 3° 11′ 05″ E |       |
| Église Saint-Jean                   | Régnié-Durette           | Rhône        |                        | 46° 08′ 18″ N, 4° 38′ 31″ E |       |
| Bureau d'octroi                     | Albertville              | Savoie       |                        | 45° 40′ 31″ N, 6° 23′ 35″ E |       |

### Bourgogne-Franche-Comté
| Nom                                               | Commune                       | Département           | Protection             | Coordonnées                 | Image |
| ------------------------------------------------- | ----------------------------- | --------------------- | ---------------------- | --------------------------- | ----- |
| Fontaine Marianne                                 | Bolandoz                      | Doubs                 |                        | 47° 01′ 11″ N, 6° 06′ 39″ E |       |
| Petite fontaine                                   | Bolandoz                      | Doubs                 |                        | 47° 01′ 06″ N, 6° 06′ 51″ E |       |
| Grande fontaine                                   | Bolandoz                      | Doubs                 |                        | 47° 01′ 05″ N, 6° 06′ 45″ E |       |
| Villa 1892                                        | Vanvey                        | Côte-d'Or             |                        | 47° 49′ 57″ N, 4° 42′ 33″ E |       |
| Abbaye Saint-Pierre-et-Saint-Paul de Luxeuil      | Luxeuil-les-Bains             | Haute-Saône           | Classé MH · Inscrit MH | 47° 48′ 59″ N, 6° 22′ 53″ E |       |
| Forges de Baudin                                  | Toulouse-le-Château Sellières | Jura                  | Classé MH · Inscrit MH | 46° 49′ 22″ N, 5° 34′ 26″ E |       |
| Grange aux dîmes                                  | Marzy                         | Nièvre                |                        | 46° 57′ 51″ N, 3° 05′ 44″ E |       |
| Maison commune                                    | Montceaux-Ragny               | Saône-et-Loire        |                        | 46° 37′ 15″ N, 4° 50′ 35″ E |       |
| Maison alsacienne                                 | Réchésy                       | Territoire de Belfort |                        | 47° 30′ 23″ N, 7° 06′ 42″ E |       |
| Église Saint-Jean de l'abbaye Saint-Jean-lès-Sens | Sens                          | Yonne                 |                        | 48° 11′ 53″ N, 3° 17′ 32″ E |       |

### Bretagne
| Nom                      | Commune       | Département     | Protection | Coordonnées                 | Image |
| ------------------------ | ------------- | --------------- | ---------- | --------------------------- | ----- |
| Église Saint-Laurent     | Saint-Laurent | Côtes-d'Armor   | Inscrit MH | 48° 37′ 12″ N, 3° 14′ 02″ O |       |
| Jardin Georges Delaselle | Île-de-Batz   | Finistère       |            | 48° 44′ 23″ N, 3° 59′ 34″ O |       |
| Presbytère               | Irodouër      | Ille-et-Vilaine |            | 48° 15′ 00″ N, 1° 56′ 55″ O |       |
| Gare de Pontivy          | Pontivy       | Morbihan        |            | 48° 03′ 39″ N, 2° 57′ 58″ O |       |

### Centre-Val de Loire
| Nom                           | Commune               | Département    | Protection | Coordonnées                 | Image |
| ----------------------------- | --------------------- | -------------- | ---------- | --------------------------- | ----- |
| Grange pyramidale             | Assigny               | Cher           |            | 47° 26′ 12″ N, 2° 46′ 09″ E |       |
| Relais de poste Saint-Jacques | Dangeau               | Eure-et-Loir   |            | 48° 12′ 29″ N, 1° 17′ 11″ E |       |
| Château de la Moustière       | Vicq-sur-Nahon        | Indre          | Inscrit MH | 47° 06′ 01″ N, 1° 30′ 10″ E |       |
| Douves                        | Châteauneuf-sur-Loire | Loiret         |            | 47° 51′ 48″ N, 2° 13′ 01″ E |       |
| Église Notre-Dame             | Neuville-sur-Brenne   | Indre-et-Loire |            | 47° 37′ 08″ N, 0° 54′ 28″ E |       |
| Commanderie d'Arville         | Couëtron-au-Perche    | Loir-et-Cher   | Inscrit MH | 48° 03′ 51″ N, 0° 56′ 53″ E |       |

### Corse
| Nom                  | Commune | Département  | Protection | Coordonnées | Image                       |  |
| -------------------- | ------- | ------------ | ---------- | ----------- | --------------------------- |  |
| Chapelle San Cervone | Lento   | Haute-Corse  | Corse      |             | 42° 31′ 26″ N, 9° 16′ 41″ E |  |
| Maison Abbatucci     | Zicavo  | Corse-du-Sud | Corse      |             | 41° 54′ 31″ N, 9° 07′ 51″ E |  |

### Grand-Est
| Nom                                   | Commune                | Département        | Protection             | Coordonnées                 | Image |
| ------------------------------------- | ---------------------- | ------------------ | ---------------------- | --------------------------- | ----- |
| Château de Hierges                    | Hierges                | Ardennes           | Classé MH · Inscrit MH | 50° 06′ 21″ N, 4° 44′ 26″ E |       |
| Pigeonnier du château de Foolz        | Bourguignons           | Aube               |                        | 48° 08′ 03″ N, 4° 20′ 32″ E |       |
| Chapelle des anges                    | Ottrott                | Bas-Rhin           |                        | 48° 26′ 18″ N, 7° 24′ 21″ E |       |
| Chapelle des larmes                   | Ottrott                | Bas-Rhin           |                        | 48° 26′ 17″ N, 7° 24′ 21″ E |       |
| Aigle de la distillerie Fernet-Branca | Saint-Louis            | Haut-Rhin          | Inscrit MH             | 47° 35′ 06″ N, 7° 33′ 37″ E |       |
| Institution Sainte-Marie de Chaumont  | Chaumont               | Haute-Marne        |                        | 48° 06′ 48″ N, 5° 08′ 20″ E |       |
| Briqueterie du Vertin                 | Saint-Imoges           | Marne              |                        | 49° 05′ 56″ N, 3° 56′ 52″ E |       |
| Église Sainte-Barbe                   | Crusnes                | Meurthe-et-Moselle | Classé MH              | 49° 25′ 45″ N, 5° 55′ 57″ E |       |
| Maisons des vieux métiers             | Azannes-et-Soumazannes | Meuse              |                        | 49° 18′ 40″ N, 5° 28′ 35″ E |       |
| Cantine des mineurs                   | Petite-Rosselle        | Moselle            |                        | 49° 12′ 12″ N, 6° 51′ 40″ E |       |
| Église Sainte-Libaire                 | Grand                  | Vosges             | Classé MH              | 48° 23′ 05″ N, 5° 29′ 11″ E |       |

### Hauts-de-France
| Nom                            | Commune              | Département   | Protection                      | Coordonnées                 | image |
| ------------------------------ | -------------------- | ------------- | ------------------------------- | --------------------------- | ----- |
| Église Notre-Dame-de-Lourdes   | Bohain-en-Vermandois | Aisne         |                                 | 49° 59′ 12″ N, 3° 27′ 09″ E |       |
| Hôtel Bernanos                 | Clermont             | Oise          |                                 | 49° 22′ 46″ N, 2° 25′ 01″ E |       |
| Fosse n° 2 des mines de Flines | Anhiers              | Nord          | Inscrit MH · Patrimoine mondial | 50° 24′ 05″ N, 3° 09′ 36″ E |       |
| Église Saint-Sauveur           | Desvres              | Pas-de-Calais |                                 | 50° 40′ 04″ N, 1° 50′ 11″ E |       |
| Château d'Argœuves             | Argœuves             | Somme         | Inscrit MH                      | 49° 55′ 47″ N, 2° 13′ 31″ E |       |

### Île-de-France
| Nom                            | Commune                     | Département       | Protection                                     | Coordonnées                 | Image |
| ------------------------------ | --------------------------- | ----------------- | ---------------------------------------------- | --------------------------- | ----- |
| Villa Lander                   | Draveil                     | Essonne           |                                                | 48° 39′ 48″ N, 2° 25′ 29″ E |       |
| Villa Stein                    | Vaucresson                  | Hauts-de-Seine    | Classé MH · Inscrit MH · Patrimoine XXe siècle | 48° 50′ 49″ N, 2° 10′ 37″ E |       |
| Studio Raspail                 | 14e arrondissement de Paris | Paris             | Inscrit MH                                     | 48° 50′ 26″ N, 2° 19′ 47″ E |       |
| Maison natale de Louis Braille | Coupvray                    | Seine-et-Marne    | Inscrit MH · Maisons des Illustres             | 48° 53′ 40″ N, 2° 47′ 31″ E |       |
| Cité de la Muette              | Drancy                      | Seine-Saint-Denis | Classé MH                                      | 48° 55′ 12″ N, 2° 27′ 19″ E |       |
| Château d'Hérouville           | Hérouville-en-Vexin         | Val-d'Oise        |                                                | 49° 06′ 06″ N, 2° 07′ 59″ E |       |
| Cave-carrière Delacroix        | Ivry-sur-Seine              | Val-de-Marne      |                                                | 48° 48′ 46″ N, 2° 22′ 46″ E |       |
| Cercle de la voile de Paris    | Les Mureaux                 | Yvelines          | Patrimoine d'intérêt régional                  | 49° 00′ 02″ N, 1° 54′ 55″ E |       |

### Normandie
| Nom                            | Commune                | Département    | Protection | Coordonnées                       | Image |
| ------------------------------ | ---------------------- | -------------- | ---------- | --------------------------------- | ----- |
| Église de la Trinité           | Falaise                | Calvados       | Classé MH  | 48° 53′ 39″ N, 0° 12′ 04″ O       |       |
| Rubanerie                      | Saint-Aubin-de-Scellon | Eure           |            | 49° 10′ 15″ N, 0° 29′ 30″ E       |       |
| Église Saint-Paul              | Granville              | Manche         |            | 48° 50′ 12″ N, 1° 35′ 38″ O       |       |
| Abbaye Notre-Dame de la Trappe | Soligny-la-Trappe      | Orne           | Classé MH  | 48° 38′ 14″ N, 0° 34′ 24″ E       |       |
| Manoir du Catel                | Écretteville-lès-Baons | Seine-Maritime | Classé MH  | 49° 37′ 30,72″ N, 0° 41′ 17,97″ E |       |

### Nouvelle-Aquitaine
| Nom                                       | Commune                  | Département          | Protection | Coordonnées                 | Image |
| ----------------------------------------- | ------------------------ | -------------------- | ---------- | --------------------------- | ----- |
| Donjon de Montignac-Charente              | Montignac-Charente       | Charente             | Inscrit MH | 45° 47′ 04″ N, 0° 07′ 26″ E |       |
| Redoute de Rivedoux                       | Rivedoux-Plage           | Charente-Maritime    |            | 46° 09′ 38″ N, 1° 15′ 34″ O |       |
| Ensemble rural de la Rivière              | Saint-Éloy-les-Tuileries | Corrèze              | Classé MH  | 45° 27′ 30″ N, 1° 17′ 06″ E |       |
| Pigeonnier-porche du château de Châtain   | Arfeuille-Châtain        | Creuse               |            | 46° 03′ 55″ N, 2° 26′ 12″ E |       |
| Château de La Forêt-sur-Sèvre             | La Forêt-sur-Sèvre       | Deux-Sèvres          | Inscrit MH | 46° 46′ 19″ N, 0° 38′ 43″ O |       |
| Commanderie de Condat                     | Condat-sur-Vézère        | Dordogne             | Inscrit MH | 45° 07′ 01″ N, 1° 13′ 44″ E |       |
| Maison forte du Prat                      | Générac                  | Gironde              | Inscrit MH | 45° 09′ 48″ N, 0° 33′ 58″ O |       |
| Pigeonnier                                | Le Palais-sur-Vienne     | Haute-Vienne         |            | 45° 52′ 22″ N, 1° 19′ 57″ E |       |
| Maison landaise de l’écomusée de Marquèze | Sabres                   | Landes               |            | 44° 10′ 02″ N, 0° 46′ 58″ O |       |
| Église des Jacobins                       | Port-Sainte-Marie        | Lot-et-Garonne       |            | 44° 15′ 03″ N, 0° 23′ 38″ E |       |
| Église Saint-Vincent                      | Hendaye                  | Pyrénées-Atlantiques | Inscrit MH | 43° 21′ 32″ N, 1° 46′ 28″ O |       |
| Filature de Ligugé                        | Ligugé                   | Vienne               | Inscrit MH | 46° 30′ 54″ N, 0° 20′ 13″ E |       |

### Occitanie
| Nom                               | Commune                   | Département         | Protection             | Coordonnées                 | Image |
| --------------------------------- | ------------------------- | ------------------- | ---------------------- | --------------------------- | ----- |
| Roue à aubes                      | Prat-Bonrepaux            | Ariège              |                        | 43° 02′ 22″ N, 0° 59′ 40″ E |       |
| Hameau du Bez                     | Sévérac d'Aveyron         | Aveyron             |                        | 44° 22′ 09″ N, 3° 01′ 43″ E |       |
| Moulin de la Jalousie             | Belpech                   | Aude                |                        | 43° 11′ 45″ N, 1° 45′ 09″ E |       |
| Église Sainte-Anastasie de Russan | Sainte-Anastasie          | Gard                | Inscrit MH             | 43° 56′ 05″ N, 4° 19′ 17″ E |       |
| Château de Magnas                 | Magnas                    | Gers                | Inscrit MH             | 43° 53′ 41″ N, 0° 43′ 01″ E |       |
| Hôtel de Lassus                   | Montréjeau                | Haute-Garonne       | Inscrit MH             | 43° 05′ 06″ N, 0° 34′ 08″ E |       |
| Palais de justice                 | Bagnères-de-Bigorre       | Hautes-Pyrénées     |                        | 43° 03′ 53″ N, 0° 09′ 10″ E |       |
| Théâtre du Minotaure              | Béziers                   | Hérault             |                        | 43° 20′ 38″ N, 3° 13′ 07″ E |       |
| Hôtel de Colomb-Lacombe           | Figeac                    | Lot                 | Inscrit MH             | 44° 36′ 38″ N, 2° 02′ 04″ E |       |
| Château de Saint-Alban            | Saint-Alban-sur-Limagnole | Lozère              | Classé MH · Inscrit MH | 44° 46′ 54″ N, 3° 23′ 21″ E |       |
| Fort de Bellegarde                | Le Perthus                | Pyrénées-Orientales | Classé MH              | 42° 27′ 31″ N, 2° 51′ 33″ E |       |
| Maison du Grand Écuyer            | Cordes-sur-Ciel           | Tarn                | Classé MH              | 44° 03′ 49″ N, 1° 56′ 58″ E |       |
| Château de Puylagarde             | Puylagarde                | Tarn-et-Garonne     |                        | 44° 17′ 45″ N, 1° 50′ 17″ E |       |

### Pays de la Loire
| Nom                                      | Commune              | Département      | Protection | Coordonnées                 | Image |
| ---------------------------------------- | -------------------- | ---------------- | ---------- | --------------------------- | ----- |
| Château de Machecoul                     | Machecoul-Saint-Même | Loire-Atlantique | Inscrit MH | 46° 59′ 29″ N, 1° 48′ 51″ O |       |
| Jardins suspendus du presbytère de Denée | Denée                | Maine-et-Loire   | Inscrit MH | 47° 22′ 47″ N, 0° 36′ 31″ O |       |
| Moulin des Gués                          | Fontaine-Couverte    | Mayenne          | Inscrit MH | 47° 54′ 06″ N, 1° 09′ 00″ O |       |
| Centre historique                        | Beillé               | Sarthe           |            | 48° 04′ 59″ N, 0° 30′ 36″ E |       |
| Château de la Citardière                 | Mervent              | Vendée           | Classé MH  | 46° 32′ 03″ N, 0° 44′ 24″ O |       |

### Provence-Alpes-Côte d'Azur
| Nom                                   | Commune                         | Département             | Protection | Coordonnées                 | Image |
| ------------------------------------- | ------------------------------- | ----------------------- | ---------- | --------------------------- | ----- |
| Pont de la Reine Jeanne               | Saint-Benoît                    | Alpes-de-Haute-Provence | Inscrit MH | 43° 57′ 30″ N, 6° 44′ 02″ E |       |
| Fort royal de l'île Sainte-Marguerite | Cannes                          | Alpes-Maritimes         | Classé MH  | 43° 31′ 24″ N, 7° 02′ 38″ E |       |
| Bastide des Bessons                   | 14e arrondissement de Marseille | Bouches-du-Rhône        |            | 43° 20′ 22″ N, 5° 23′ 33″ E |       |
| Presbytère                            | Saint-Véran                     | Hautes-Alpes            |            | 44° 42′ 02″ N, 6° 52′ 04″ E |       |
| Église anglicane de Costebelle        | Hyères                          | Var                     |            | 43° 05′ 56″ N, 6° 07′ 31″ E |       |
| Château de Thézan                     | Saint-Didier                    | Vaucluse                | Inscrit MH | 44° 00′ 15″ N, 5° 06′ 40″ E |       |

### Outre-mer
| Nom                               | Commune       | Département | Protection | Coordonnées                  | Image |
| --------------------------------- | ------------- | ----------- | ---------- | ---------------------------- | ----- |
| Piscine naturelle                 | Morne-à-l'Eau | Guadeloupe  |            | 16° 20′ 33″ N, 61° 30′ 37″ O |       |
| Maison créole, 4 rue des casernes | Cayenne       | Guyane      |            | 4° 56′ 19″ N, 52° 20′ 10″ O  |       |
| Gare de Saint-Benoît              | Saint-Benoît  | La Réunion  |            | 21° 01′ 51″ S, 55° 42′ 52″ E |       |
| Habitation Vive                   | Le Lorrain    | Martinique  |            | 14° 50′ 41″ N, 61° 05′ 12″ O |       |